# Fort Catinat du Larmont supérieur
Le fort du Larmont supérieur, appelé fort Catinat, est un fort militaire construit au XIXe siècle. Il fait partie du système Séré de Rivières. Érigé  sur la commune de Pontarlier (département du Doubs, région Bourgogne-Franche-Comté), il se situe en surplomb de la ville à 1 170 m d'altitude. Il avait pour mission de contrôler les voies d'accès venant de Suisse et de protéger le fort de Joux.
Par le décret du 21 janvier 1887, le ministre de la Guerre Georges Boulanger renomme tous les forts, batteries et casernes avec les noms d'anciens chefs militaires. Pour le fort du Larmont supérieur, son « nom Boulanger » est en référence au maréchal de France Nicolas de Catinat. Le nouveau nom est gravé au fronton de l'entrée. Dès le 13 octobre 1887, le successeur de Boulanger au ministère, Théophile Ferron, abroge le décret. Le fort reprend officiellement son nom précédent, tout en gardant le nom Boulanger à son fronton.

## Description de l'édifice
Il fait partie d'un ensemble défensif comprenant également :
- le fort du Larmont inférieur (dit fort Malher)[2],
- le fort de Joux (dit château de Joux),
- le fort Saint-Antoine (dit fort Lucotte).

Sa construction par l'entreprise Adrien Hallier date de 1880-1883. La particularité de ce fort est que, d'origine, il n'est entouré d'un fossé que sur trois côtés, ce qui le rend vulnérable.

## Rôle du fort  pendant laSeconde Guerre mondiale
Le fort déjà ancien a disposé d'une petite garnison et de quatre mitrailleuses, d'un stock limité de munitions et de grenades.
Le 16 juin 1940, les Allemands sont signalés. À 19 h 30, un flot de troupes en retraite traverse Pontarlier se dirigeant vers Morez par la route Pontarlier-Oye-et-Pallet. La 14e demi-brigade composée de troupes variées et sous les ordres du chef de bataillon Davouze reçoit l'ordre de s'opposer à la progression ennemie et de retarder son avance. La nuit se passe à organiser les défenses. 
Le 17 au matin, à 5 h 30, quatre automitrailleuses allemandes dont une équipée de TSF, sont repérées à la sortie Est de Pontarlier. Le lieutenant Pavelet est chargé de les identifier et part avec quatre hommes dans une voiture, retrouve les véhicules et prend contact. Les cinq hommes réussissent à fuir et rejoignent le fort où se trouve l'état-major de la 4e demi-brigade. La garnison du fort est renforcée par des douaniers et par divers éléments de troupes à armements variés. De nombreuses femmes et des enfants sont également venus se réfugier dans les abris. Tous les défenseurs sont maintenant à leur poste de combat. À 11 h 45, l'attaque se déclenche par un violent bombardement de pièces de 105 et 210. L'artillerie française en position dans la région de Grange-Dessus est anéantie par l'aviation. Le fort ne peut donc se défendre que par lui-même. Pendant six heures, les obus tombent et à 13 h 15 toutes les communications sont coupées. L'infanterie allemande attaque alors le fort sur trois côtés, mais elle est tenue en respect. Les défenseurs effectuent un feu continu, mais deux mitrailleuses sur quatre sont détruites. Vers 18 h, l'infanterie allemande arrive au contact du fort. À 18 h 45, un premier assaut est lancé, les Allemands descendent dans les fossés à l'aide de cordes mais sont repoussés. Par six fois les attaques allemandes sont rejetées. À 19 h 40, il ne reste plus qu'une seule mitrailleuse et très peu de munitions. Les Allemands tentent d'enfoncer la porte mais sont repoussés une fois encore. La situation est désespérée, mais le but de retarder l'ennemi est atteint. Le général allemand propose aux défenseurs la reddition du fort. À 20 h, la garnison composée de 122 hommes et 8 officiers sort du fort en présence des troupes allemandes qui lui présentent les armes. Les officiers pourront garder leurs armes, bagages et chevaux, et seront logés dans un hôtel de Pontarlier.